# モンラッシェ
モンラッシェ(Montrachet)は、フランスブルゴーニュ地方産辛口白ワインの特級畑あるいはその特級畑で作られたワイン。世界で最も偉大な白ワインとして知られている。モンラシェとも表記される。

## 地理
語源は、mont（山）+rachez（剃られた）すなわち、はげ山に由来するという。ブルゴーニュ地方コート＝ドール県南部、コート・ド・ボーヌ地区の南部にあり、8ha弱の畑は、ピュリニー・モンラッシェ村と南隣のシャサーニュ・モンラッシェ村が、ほぼ半分ずつ分け合っている。この地方に多いキンメリジャンと呼ばれる石灰分の多いアルカリ性土壌で、シャルドネ種のぶどうの栽培に適している。

## ワイン
畑名のAOCワインで、特級（グラン・クリュ）の指定を受けている。南のシャサーニュ側のワインは、ル・モンラッシェ(Le Montrachet, 「ル」は、フランス語の男性名詞単数形につく定冠詞)、ピュリニー側は、冠詞なしのモンラッシェと呼ばれている。よいヴィンテージには、345ヘクトリットル（約4万7千本）が生産される。
2007年10月現在、所有者は18人、ワインの造り手は26人いる。

## 価格
生産量が非常に少ないために希少価値があり、世界で最も高価な白ワインである。2，3年前のヴィンテージでも数万円から十数万円する。特に人気があるドメーヌ・ド・ラ・ロマネコンティのワインは、50万円以上の価格で取引されている。

## モンラッシェと名前のつく５つの特級畑（グラン・クリュ）
ピュリニー・モンラッシェ村とシャサーニュ・モンラッシェ村に跨る一帯には5つの特級畑が存在する。5つの特級畑のうち、「白ワインの王様」と謳われる最高峰、最も偉大なグラン・クリュこそが「モンラッシェ」である。
- 「モンラッシェ」（Montrachet）
- 「シュヴァリエ・モンラッシェ」（Chevalier-Montrachet）
- 「バタール・モンラッシェ」（Batard-Montrachet）
- 「ビアンヴニュ・バタール・モンラッシェ」（Bienvenues-Batard-Montrachet）
- 「クリオ・バタール・モンラッシェ」（Criots-Batard-Montrachet）

## モンラッシェと混同
「モンラッシェ」と記載した場合、一般には特級畑としてのモンラッシェ、あるいはその特級畑のブドウで造られたワインを指す。
「モンラッシェ」と名付けられた特級畑の中に、合計17の生産者がおり、それぞれの生産者が「モンラッシェ」と名がつくワインを生産している。特に有名な生産者としてはDRC（ドメーヌ・ド・ラ・ロマネ・コンティ）、コント・ラフォン、ドメーヌ・ルフレーヴなどが挙げられる。
ピュリニー・モンラッシェ、シャサーニュ・モンラッシェはいずれも村の名前（地名）であり、「モンラッシェ」とは異なる。「モンラッシェ」はそれらの二つの村に跨る場所に位置し、「モンラッシェ」をピュリニー・モンラッシェ村側とシャサーニュ・モンラッシェ村側に分けることができる。
更に、シュヴァリエ・モンラッシェ、バタール・モンラッシェなどは「モンラッシェ」に隣接する別の特級畑を指し、「モンラッシェ」とは異なる。